# Timbuka
Timbuka is een geslacht van spinnen uit de  familie van de Anyphaenidae (buisspinnen).

## Soorten
- Timbuka bogotensis (L. Koch, 1866)
- Timbuka boquete Brescovit, 1997
- Timbuka granadensis (Keyserling, 1879)
- Timbuka larvata (O. P.-Cambridge, 1896)
- Timbuka masseneti (Berland, 1913)
- Timbuka meridiana (L. Koch, 1866)